# 北京王師傅
《北京王師傅》曾是香港電台第一台的節目, 由曾任匯豐銀行和中國民生銀行的王浵世主持。內容主要圍繞有關中國大陸的時聞、民情和內地工作經驗。
節目於2011年1月1日首播, 逢星期六下午三時至四時, 於香港電台第一台播出, 至2019年3月30日播出最後一集, 最後一集題為《後會有期》。